# Svanskogs IF
Svanskogs IF är en idrottsförening från Svaneholm i Säffle kommun, grundad 1932.
Föreningen ägnade sig från starten endast åt fotboll. Skidsport kom på programmet 1938, bordtennis 1948, och orientering utövades mellan 1947 och 1950. Per 2023 har klubben verksamhet i fotboll och armbrytning; fotbollslaget spelar i division 6 och spelar på Svanevallen.
En av klubbens främsta utövare är fotbollsspelaren Hans Johansson, som sedan gick vidare till SK Sifhälla och Gais, och spelade i svenska landslaget.
2015 värvade laget den före detta landslagsspelaren Gary Sundgren.